# جان کرین

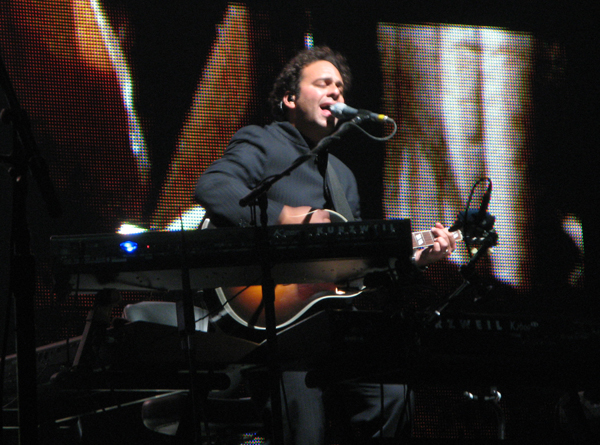
جان کرین در تورنتو کانادا سال ۲۰۰۷

جان کرین (به انگلیسی: Jon Carin) (زاده ۲۱ اکتبر ۱۹۶۴) موسیقی‌دان، خواننده، نوازنده چند ساز، تهیه‌کننده موسیقی و آهنگ‌ساز آمریکایی است. او بیشتر برای همکاری بلندمدت‌اش با گروه‌های پرآوازه پینک فلوید و دِ هو و همچنین همکاری با فعالیت‌های انفرادی دیوید گیلمور و راجر واترز، پیت تاونزند، ادی ودر، کیت بوش و ریچارد باتلر شناخته می‌شود.
فعالیت حرفه‌ای جان کرین از زمان نوجوانی و همکاری او با گروه موسیقی اینداستری به عنوان خواننده اصلی، نوازنده کیبورد و آهنگساز بود.
جان کرین در سال 1985 در کنسرت لایو اید برای اولین بار با دیوید گیلمور، نوازنده گیتار پینک فلوید، هم‌نوازی کرد.